# Nagozelo do Douro
Nagozelo do Douro é uma povoação portuguesa sede da Freguesia de Nagozelo do Douro do Município de São João da Pesqueira, freguesia com 6,61 km² de área e 340 habitantes (censo de 2021) A sua densidade populacional é 51,4 hab./km².
Terra antiga, a capela local terá sido embrião da paróquia que, nos inícios do Séc. XVI, era anexa das igrejas de São João da Pesqueira.
A história de Nagoselo do Douro está associada à da vizinha freguesia e paróquia de Soutelo do Douro.
Antigamente denominada de Negoselo, o seu topónimo estará relacionado com Nagosa, significando campo de nogueiras, nogueiral.
Fica a norte de São João da Pesqueira e o acesso faz-se pela EN 222, tomando a EM 501.

## Demografia
A população registada nos censos foi:
| Distribuição da População por Grupos Etários | Distribuição da População por Grupos Etários | Distribuição da População por Grupos Etários | Distribuição da População por Grupos Etários | Distribuição da População por Grupos Etários |
| -------------------------------------------- | -------------------------------------------- | -------------------------------------------- | -------------------------------------------- | -------------------------------------------- |
| Ano                                          | 0-14 Anos                                    | 15-24 Anos                                   | 25-64 Anos                                   | > 65 Anos                                    |
| 2001                                         | 76                                           | 75                                           | 257                                          | 109                                          |
| 2011                                         | 45                                           | 41                                           | 226                                          | 102                                          |
| 2021                                         | 24                                           | 34                                           | 190                                          | 92                                           |

## Património
A Igreja Matriz de invocação a Santa Maria Madalena, foi reedificada em 1906.
Encontram-se ainda outros edifícios, embora poucos, que se destacam das habitações humildes como por exemplo a Casa da Quinta do Banco, de Pedro Caiado Ferrão e a casa dos Soverais.

## Padroeiro
Santa Maria Madalena é a Padroeira e é venerada em Julho mas a grande romaria é feita a Nossa Senhora de Lurdes na segunda feira de Páscoa.

## Miradouros
No que diz respeito a miradouros, destacam-se os de Nossa Senhora de Lurdes, de onde se vislumbram as terras de Linhares, o ribeiro de Alcariz e a estação do Tua e o de Santo António, belo miradouro sobre vale imponente de vinhedos.

## Gastronomia
O prato típico desta freguesia é o cabrito assado.
Bola de carne, bola de joelho (tendida no joelho), bola doce e biscoitos são também referências da culinária nagozelense.